# Cryptolabis (Cryptolabis) tenuicincta
Cryptolabis (Cryptolabis) tenuicincta is een tweevleugelige uit de familie steltmuggen (Limoniidae). De soort komt voor in het Neotropisch gebied.